# Framework JavaScript
Un framework JavaScript est une bibliothèque d'outils à destination des développeurs front-end, facilitant le développement d'applications fondées sur JavaScript, dont l'apparition des premiers d'entre eux (React, Angular, Vue.js) visait à accélérer le processus de développement des applications web complexes, où les manipulations fréquentes du DOM ajoutées au changement de l'état en ralentissait la lecture et en challengeait la maintenance.
De nombreux framework ont vu le jour depuis le balbutiements des premiers et, s'influençant les uns avec les autres, leur utilisation constituent une large part de l'activité du développement front-end. 

## Histoire
Le JavaScript fut initialement développé par Netscape et plus tard Mozilla et eut une présence continue sur les sites web. Il prit un essor avec l'apparition du Web 2.0 dans lequel JavaScript est devenu de plus en plus utilisé pour le développement des interfaces utilisateur. Combiné au CSS, il devint une alternative à Flash pour le développement de pages dynamiques.

## Bibliothèques
Une forte demande pour le JavaScript apparaît et des manières de développer plus facilement et plus rapidement sont demandées. Ainsi, des frameworks sont créés par divers groupements et entreprises permettant aux développeurs de plus se concentrer sur l'aspect métier des applications.

## Frameworks
De nombreux frameworks existent ; citons parmi les plus utilisés :
- React
- Vue.js
- AngularJS et son évolution Angular
- Svelte
- Cappuccino
- Ember.js
- Prototype
- Ionic